# Paralaudakia bochariensis
Espèce
Synonymes
- Stellio bochariensis Nikolsky, 1897
- Laudakia bochariensis (Nikolsky, 1897)
- Agama chernovi Ananjeva, Peters & Rzepakovsky, 1981

Paralaudakia bochariensis est une espèce de sauriens de la famille des Agamidae.

## Répartition
Cette espèce se rencontre au Tadjikistan, au Turkménistan, au Kirghizistan et en Ouzbékistan.

## Étymologie
Son nom d'espèce, composé de bochari[a] et du suffixe latin -ensis, « qui vit dans, qui habite », lui a été donné en référence au lieu de sa découverte.

## Publication originale
- Nikolsky, 1897 : Stellio bochariensis n. sp. Annuaire du Musée Zoologique de l’Académie Impériale des Sciences de St.-Pétersbourg, vol. 2, p. 159-161